# Дирестуйський Култук
Дирестуйський Култук — місцевість (урочище) в районі села Дирестуй (Бурятія), де розташовані численні археологічні пам'ятки, включаючи великий могильник і городище епохи хунну.

## Дирестуйський Култук (поховання)
Розташований на лівому березі річки Джиди, на відстані 10 км на південний захід від села Дирестуй, на пологому південно-східному схилі, зверненому на північний схід.
На поверхні кургани були відзначені кам'яними кладками, поруч з якими часто розташовувалися поховання без надмогильних споруд, які утворювали з курганом єдиний похоронний комплекс. Під кам'яними кладками в дерев'яних трунах або зрубах, перекритих зверху поперечними і поздовжніми дошками, перебували кістяки на спині з витягнутими кінцівками, головою на північ.
Знахідки: залізні і бронзові деталі кінської збруї, литі бронзові ажурні пластинки із зображенням боротьби тварин, імітація раковин каурі, залізні наконечники лопати, залізні побутові вироби, тонкі золоті й бронзові пластини із зображенням боротьби тварин, сережки з малахіту, сердоліку, яшми, скляне намисто, фрагменти глиняного посуду, кістки тварин.
Дане поховання було відкрите в 1900 році Ю. Д. Талько-Гринцевичем, який розкопав 24 хуннських поховання безпосередньо на площі могильника і ще 2 поховання більш пізнього часу (25 і 26) — на схилі невеликої ущелини глибиною 2.5 км на південний схід від курганів Хунну. У 1965 р. розкопано 9 сюннуських могил (28-36; Коновалов, 1976: 134—149) і одна тюркського часу (27), пізніше ним зібраний підйомний матеріал зі зруйнованої сюннуської могили 37 у південно-східній частині пам'ятки. У 1984—1996 рр. розкопки могильника завершені С. С. Міняєвим. Роботами Забайкальської експедиції під його керівництвом досліджено ще 95 поховань сюнну (Хунну) (38-45, 47-84, 86-130) і дві кам'яні кладки (46 і 85), що не містили поховань; їх зв'язок з сюннуським могильником незрозуміла.
Колекції зберігаються в Кяхтінському краєзнавчому музеї, ІМБіТ СВ РАН, Музеї БНЦ СВ РАН.

## Голи-Очі (могильникбронзового століття)
Знаходиться на відстані 15 км на північний захід від села Дирестуй, на лівому березі річки Джиди за Дирестуйським Култуком, навпроти с. Голи-Очі. В 0,2 км на північ від хуннського городища Баян-Ундер, на пологому південному схилі гори, біля берега річки Джиди. Відзначено 2 керексури і 8 плитових могил. Поруч з керексурами О. П. Окладников знаходив кераміку тюркського часу.
Могильник, зафіксований О. П. Окладниковим в 1949 році, в 1965 році був оглянутий П. Б. Коноваловим, в 1977 році запаспортизований Е. А. Хамзіним.

## Баян-Ундер (могильник бронзового століття— середньовіччя)

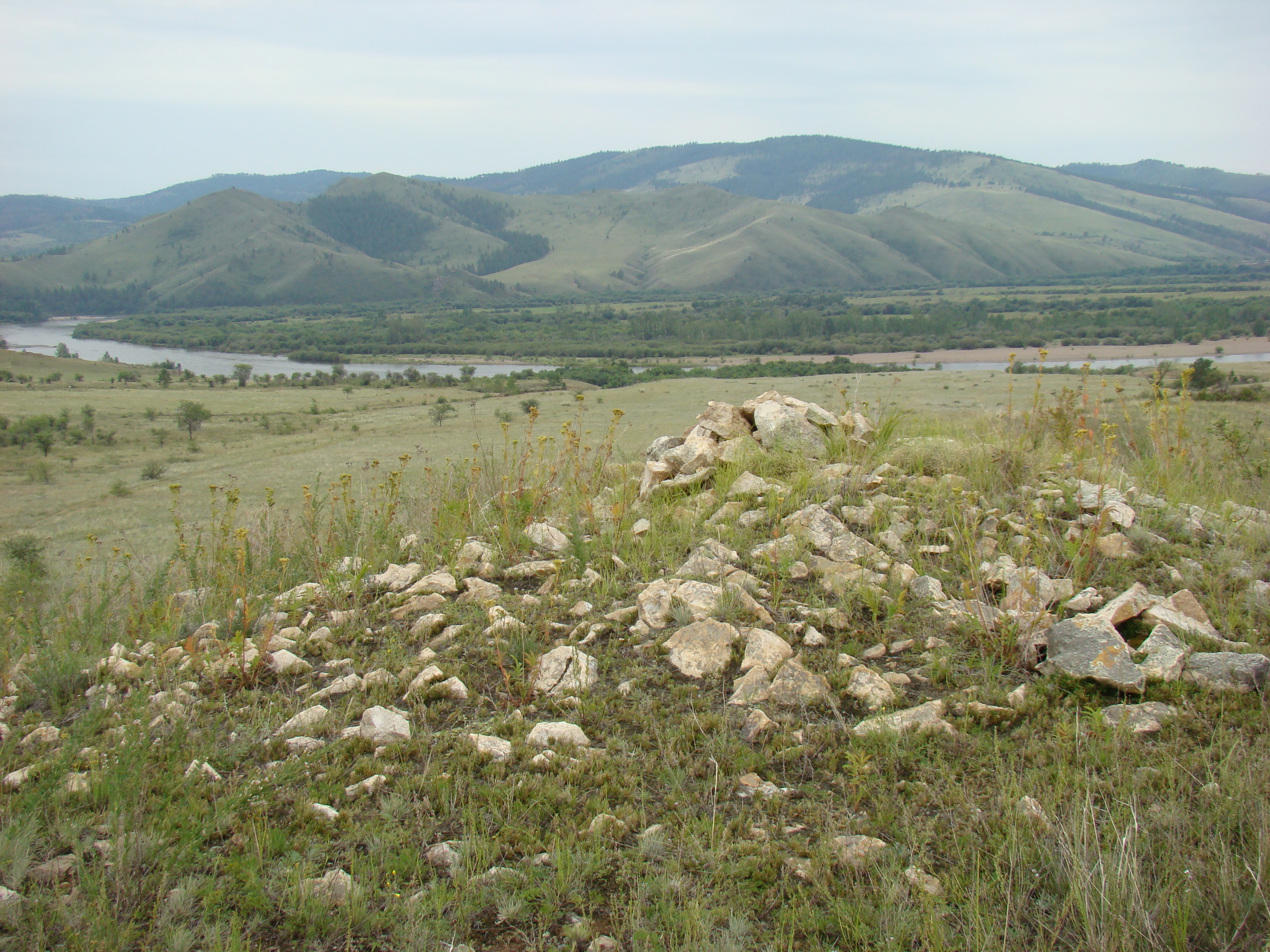
Могильник Баян-Ундер

Знаходиться на лівому березі річки Джиди, на відстані 12 км на північний захід від села Дирестуй та 4 км на південь від шосе «Дирестуй-Петропавлівка», в місцевості Дирестуйський Култук, на південній стороні перевалу, в урочищі Баян-Ундер.
Пункт 1 знаходиться на перевалі хребта Сельгер і по обидва боки путівця, по західному схилу хребта довжиною 1,5 км. Складається з 48 плитових могил, 26 керексурів і 30 середньовічних могил. Одна плитова могила розкопана в 1948 році.
Пункт 2 — за невеликим схилом, поблизу берега річки Джиди, на відстані 0,2 км на південний схід від п. 1. У могильнику 5 керексурів, 9 плитових і 6 середньовічних могил.
Пункт 3 — на відстані 0,5 км на південний схід від п. 2 на другій надзаплавній терасі між двома глибокими ярами. Тут 4 плитові могили, 3 керексури, 7 середньовічних могил.
Пам'ятник відкрито Р. Ф. Тугутовим і М. М. Диковим в 1948 році. У 1982 році могильник був оглянутий і описаний П. Б. Коноваловим.

### Документи про прийняття пам'ятників під державну охорону
- № 624 — Постанова Ради Міністрів Української РСР від 04.12.74 р.
- № 379 — Постанова Ради Міністрів Бурятської АРСР від 29.09.71 р.
- № 134 — Постанова Ради Міністрів Бурятської АРСР від 26.05.83 р.
- № 242 — Постанова Уряду Республіки Бурятія від 09.07.96 р.
- № 337 — Постанова Уряду Республіки Бурятія від 28.09.01 р.

### Історичні джерела
- Талько-Гринцевич Ю. Д. Матеріали до палеоетнологіі Забайкалля // Праці Троїцькосавсько-Кяхтінського відділення Приамурського відділу Імператорського Російського географічного товариства, т. I, вип. 3, 1898, стор. 35-76.
- Талько-Гринцевич Ю. Д. Матеріали до палеоетнологіі Забайкалля. V // Праці Троїцькосавсько-Кяхтінського відділення Приамурського відділу Імператорського Російського географічного товариства, т. III, вип. 2 і 3, 1900. — Іркутськ, 1902
- Талько-Гринцевич Ю. Д. Матеріали до палеоетнологіі Забайкалля. VI // Праці Троїцькосавсько-Кяхтінського відділення Приамурського відділу Імператорського Російського географічного товариства, т. IV, вип. 2, 1901, стор. 32-59.

- Талько-Гринцевич Ю. Д. Населення стародавніх могил і кладовищ Забайкальських // Бурятієзнавство, № 1-3 (5-7), Верхньоудинськ, 1928
- Коновалов П. Б. Хунну в Забайкаллі (похоронні пам'ятники). — Улан-Уде: Бурятське книжкове видавництво, 1976. 248 с.
- Лбова Л. В., Хамзіна Е. А. Старожитності Бурятії: карта археологічних пам'яток. — Улан-Уде, 1999.
- Цибіктаров В. А. Петрогліфи Забайкалля (питання формування джерельної бази, історіографії та культурно-історичної інтерпретації) // Автореферат на здобуття наукового ступеня кандидата історичних наук. — Новосибірськ, 2006
- Хунну: видання фестивалю «Європалія. Росія» під керівництвом Ніколаєва М. М. — Брюссель, 2005

### Довідники
- Туристичний путівник «Байкал». [Архівовано 14 березня 2022 у Wayback Machine.] - М.: видавництво VIZA, 2009. стор. 123 [Архівовано 14 березня 2022 у Wayback Machine.]
- Історико-культурний атлас Бурятії. — М.: ІСЦ «Дизайн. Інформація. Картографія», 2001.
- Путівник мандрівника «Туризм і відпочинок в Бурятії». — Іркутськ: видавництво «Час мандрів», 2011. стор. 68.